# ۳۸۹ (پیش از میلاد)
۳۸۹ (پیش از میلاد) ۳۸۹مین سال قبل از تقویم میلادی است.